# Шелеверци
Шелеверци (на македонска литературна норма: Шелеверци) е село в южната част на Северна Македония, община Прилеп.

## География
Селото е разположено в областта Пелагония.

## История
В XIX век Шелеверци е малко чисто българско село в Прилепска кааза на Османската империя. В „Етнография на вилаетите Адрианопол, Монастир и Салоника“, издадена в Константинопол в 1878 година и отразяваща статистиката на населението от 1873 година, Шелеверци (Chélevertzi) е посочено като село със 19 домакинства с 88 жители българи.
Според статистиката на Васил Кънчов („Македония. Етнография и статистика“) от 1900 година Шелеверци има 66 жители, всички българи християни.
На Етнографската карта на Битолския вилает на Картографския институт в София от 1901 година Шелеверци е чисто българско село в Прилепската каза на Битолския санджак с 10 къщи.
В началото на XX век българското население на селото е под върховенството на Българската екзархия. По данни на секретаря на екзархията Димитър Мишев („La Macédoine et sa Population Chrétienne“) през 1905 година в Шелеверци има 80 българи екзархисти.
Според преброяването от 2002 година селото има 21 жители, всички северномакедонци.